# Хэтфилд, Марк
Марк Одом Хэтфилд (англ. Mark Odom Hatfield; 12 июля 1922, Даллас, Орегон — 7 августа 2011 года, Портленд, Орегон) — американский политик-республиканец, 29-й губернатор Орегона в 1959—1967 годах, сенатор Соединенных Штатов в 1967—1997 годах.
В 1943 году окончил Вилламеттский университет. Хэтфилд участвовал в Второй мировой войне (ВМС США), а затем дополнительно учился в Стэнфордском университете. Затем он преподавал политологию в Вилламеттском университете. Госсекретарь штата Орегон с 1957 по 1959 год. Автор совместной с демократом Джорджем Макговерном поправки 1970 года, требовавшей полного вывода американских войск из Вьетнама.
Женился в 1958 году, у пары было четверо детей.

## Сочинения
- Mark Hatfield, Edward Kennedy Freeze! How your can help prevent nuclear war. — Toronto, 1982.
- Against the Grain: Reflections of a Rebel Republican (2000)